# Újvárosi római katolikus templom (Makó)

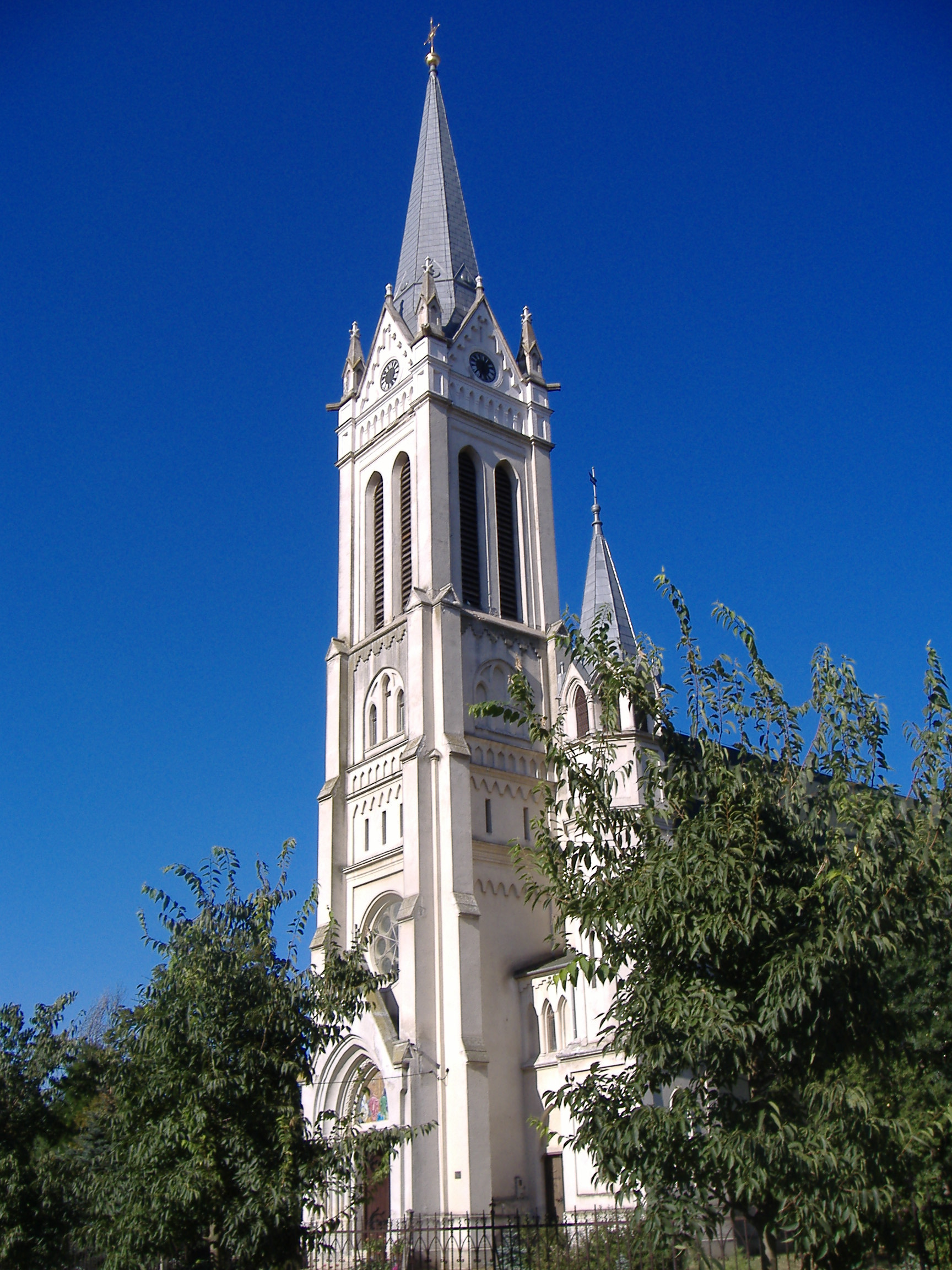
A templom oldalnézetből

A makói újvárosi római katolikus templom a helyi felekezet vallási életének egyik központja. A templom neogót stílusban épült 1913-ban Bánszky Mihály tervei szerint.

## Története, jellemzői
A katolikus egyházközség 1863. április 7-én kapta meg a városi tanácstól a régi Állatvásár tér északi felét. 1902. április 20-án egyesületet hoztak létre, aminek célja a templom fölépítési költségének előteremtése volt; a védnök Dessewffy Sándor, csanádi püspök lett. Négy évvel később a város háromszázezer téglát ajánlott föl. Az első terveket Kövecs Antal  készítette, de ezt elutasították, mert túlságosan hasonlított az evangélikus templomhoz. Az új tervet Bánszky Mihály műépítész alkotta meg. 1910-ben a telken épült fel a zárda, ahol iskolanővérek tanítottak. A templom alapkőletétele 1912. június 7-én történt. 1913. november 25-én Glattfelder Gyula püspök szentelte föl az épületet Szent László tiszteletére. Önálló plébániává 1933. szeptember 1-jén vált. 1934-ben épült a parókia. 1944 pünkösdjén egy villámcsapás fölgyújtotta a templomot, de még az évben helyreállították, a tetőszerkezetet 1975-ben újították föl.
A templomhajó előtt középen magasodik a támpillérekkel megerősített főtorony, két oldalán egy-egy kis torony a templomtest sarkainál. Ezek csigalépcsővel ellátottak, nyolcszög alakúak. A főhomlokzaton három ajtót helyeztek el. A kapuzat egyszerű kivitelű, az ajtó fölötti csúcsíves mezőben Szentháromságot ábrázoló szekkó kép található aranyozott mozaik háttérrel. Az övpárkány csúcsíves ívsor tagolja. Hatalmas rózsaablak került a torony és a kapu közé. A mellékhomlokzatok (a támpillérek, az oratórium, a nyugati falánál oldalbejáratokkal ellátott kereszthajó és a sekrestye révén) változatos tagolásúak. Az épület belső tere kereszt alaprajzú. A hajót a szentélytől csúcsíves diadalív választja el. A templom üvegablakainak árát adományokból teremtették elő, csakúgy mint a berendezést és az orgonát.  A fő- és mellékoltárokat, a szószéket, a keresztelőkutat és a Szent Antal-szobrot Lewisch Róbert műipari intézete készítette. Az épületben található még Szent Teréz, Assisi Szent Ferenc, Szent Anna Mária szobra.
Falán 2008-ban emléktáblát helyeztek el a Búza utca 1/C alatt működő katolikus elemi népiskolára emlékezve.
A templom mellett található plébánia épületét 2012 novemberében kezdték el bővíteni, benne akadálymentesített, többfunkciós közösségi tér, nagyobb kápolna, számítógépes tanulószobák és új irodahelyiségek kerültek kialakításra, azzal a céllal, hogy az épület felekezeti hovatartozástól függetlenül szolgálja a városrészben élőket.

## Külső hivatkozások
- A templom adatlapja a Vendégváró.hu oldalon
- Az újvárosi templom az Épülettár.hu weblapon[halott link]
- Az Osztálykirándulás.hu az épületről